# نجلا الکندری
نجلا ابراهیم الکندری (عربی: نجلاء إبراهيم الكندري؛ زادهٔ ۱ ژانویهٔ ۱۹۷۶) مجری تلویزیونی و اهل کویت است. او مجری برنامه‌های تلویزیونی بسیاری در تلویزیون کویت بوده‌است.

## زندگی‌نامه
او کار خود را به عنوان مترجم انگلیسی آغاز کرد و به مدت ۱۲ سال مشغول این کار بود. وی سپس در سال ۲۰۱۳ به فعالیت حرفه‌ای خود را در حوزه رسانه آغاز کرد. او کار خود را در رادیو، به‌طور خاص با ایستگاه رادیویی OFM به مدت یک سال آغاز کرد. در سال ۲۰۱۴، در تلویزیون کویت مشغول بکار شد. نجلا الکندری در اجرای مراسمات تعدادی از رویدادهای مهم در کویت از جمله افتتاح ورزشگاه بین‌المللی جابر الاحمد، مجمع رسانه‌های عربی، مراسم جایزه خلاقیت تبلیغاتی، مجمع شورای همکاری خلیج فارس و کارگاه شهروندی خلیج فارس، کنفرانس توانمندسازی زنان
عرب و بسیاری دیگر حضور داشته‌است.